# Сибирские цыгане
Сиби́рские цыга́не (сибиряки, самоназвание сиби́рска рома́) — региональная субэтническая группа в составе русских цыган.
Как и другие русские цыгане, являются потомками мигрантов XVIII века из Германии и Польши. Группа сформировалась в качестве территориального подразделения, что было следствием длительной «привязки» к определённому ареалу кочевания и традиционным зимовкам в определённом ареале. Территориальное деление связано также с распадом родовой организации и сужением круга осознаваемого родства
Сведения о сибирских цыганах содержит очерк этнографа К. Голодникова (1879). В Сибири власти обязывали цыган приписываться к определённому сословию, иначе им запрещалось проживание. Эта ситуация не вела к ущемлению: цыгане записывались в крестьяне и бесплатно получали земельный надел, который затем сдавали местным жителям в аренду, а с полученных денег выплачивали подати. Иногда на этих наделах цыгане строили временные избы, чтобы перенести суровую зиму. Цыгане находились в хороших отношениях с деревней, где они зимовали. Когда сходил снег и появлялся подножный корм для скота, цыгане отъезжали из деревни на заработки.
Голодников зафиксировал этиологическую легенду сибирских цыган. Как и в других версиях, легенда начинается с библейского эпизода погони египетского войска за евреями. Но в этой легенде фараон берёт с собой жену по имени Цыганка. Когда морские воды сомкнулись, фараон спасся благодаря своему могучему коню. На берегу огромной волной супруги были разлучены. Фараон снова попал в море, где он превратился в полурыбу — до пояса человек, ниже — рыбий хвост. У Цыганки родился сын. Повзрослев, тот женился на молдаванке, откуда и пошли цыганы. Согласно Голодникову, в цыганских таборах продолжают верить в фараона-полурыбу, который обитает в Чёрном море и иногда появляется на поверхности. Завидев корабль, фараон спрашивает моряков: «цыг. Сыг ли сэндо авэла, Дэвла?» («Скоро ли суд будет, Боже?»). Бывает, что ему отвечают «На джином» («Не знаю»). Тогда фараон поднимает страшный вой. Моряки должны ответить: «Атася» («Завтра»), обнадёжив тем самым фараона, который вновь скрывается в морской пучине.
Владимир Даль оставил описание кочевья сибирских цыган:

Тянулся какой-то обоз необыкновенного вида, странной наружности: на первый взгляд было что-то очень пестро, хотя большей частью всё одни лохмотья; смуглые, черномазые извозчики покрикивали на лошадей и друг на друга как-то дико, не тем голосом и не теми словами, как обыкновенные извозчики; на возах сидели бабы и дети, а некоторые шли пеши и вели лошадей в поводу…
Сибирские цыгане составляют наиболее многочисленную цыганскую группу за Уралом, где плотность цыганского населения ниже, чем в европейской части России. В настоящее время сибирские цыгане расселены и в других регионах России за пределами Сибири, но продолжают идентифицировать себя как сибиряки.